# Поляков, Юрий Михайлович
Ю́рий Миха́йлович Поляко́в (род. 12 ноября 1954, Москва) — советский и российский писатель, поэт, драматург, киносценарист и общественный деятель, председатель Национальной ассоциации драматургов, председатель редакционного совета «Литературной газеты» до 2021 года, главный редактор «Литературной газеты» (2001—2017).

## Биография и краткий обзор творчества
Родился 12 ноября 1954 года в Москве в рабочей семье.
Способности Полякова впервые выявила школьная учительница литературы И. А. Осокина. Окончил факультет русского языка и литературы МОПИ имени Н. К. Крупской по специальности русская филология.
На старших курсах стал работать учителем русского языка и литературы в одной из московских школ. После окончания института Поляков недолгое время преподавал в Школе рабочей молодёжи.
В 1976—1977 годах проходил срочную службу в ГСВГ в должности заряжающего с грунта 152-мм САУ 2С3 «Акация», а затем — редактора дивизионной газеты.
Стихи начал писать ещё в школе, а с 1973 году занимался в Литературной студии при МГК ВЛКСМ и Московской писательской организации. Творческий путь начал с поэзии (семинар поэтессы Л. Н. Васильевой). Посещал семинар поэта В. В. Сикорского. Первое стихотворение Полякова было опубликовано в 1974 году в газете «Московский комсомолец», через три года газета поместила большую подборку стихотворений.
После армейской службы начал работать инструктором в школьном отделе Бауманского райкома комсомола города Москвы. Через год перешёл в газету «Московский литератор», где проработал до 1986 года, из корреспондента став главным редактором.
С 1979 года сотрудничает с «Литературной газетой». В 1979 году выходит первая книга стихов «Время прибытия», а в 1981 году — вторая, «Разговор с другом».
Широкую популярность писателю принесли повести «Сто дней до приказа» и «ЧП районного масштаба» — написанные в самом начале 1980-х годов, они были опубликованы лишь с началом Перестройки: в январе 1985 года «ЧП…» напечатал журнал «Юность», а через два года — и «Сто дней до приказа». Вскоре повесть «ЧП районного масштаба» была экранизирована, затем вышли фильмы и по другим произведениям. Свои философские наблюдения над жизнью современного общества Поляков отразил в книгах «Демгородок», «Апофегей», «Козлёнок в молоке».
Одна из самых увлекательных вещей писателя — авантюрная любовно-детективная повесть «Небо падших», о жестокой цене, которую приходится платить за сверхстремительный успех и сказочное обогащение новых хозяев жизни.
Более чем 130-тысячным тиражом вышел роман «Грибной царь» (2005), полный свежих афоризмов и едкой сатиры на духовно-нравственные и семейно-сексуальные метания топ-менеджеров среднего возраста.
В 1981 году Поляков защитил кандидатскую диссертацию на тему: «Поэт-воин Георгий Суворов (К истории фронтовой поэзии)», кандидат филологических наук. В том же году был принят в Союз писателей СССР.
C 19 апреля 2001 года — главный редактор «Литературной газеты» — 31-й в истории газеты.
В 2000-х годах выступил с серией публицистических очерков-памфлетов («Молчание кремлят» и других) — о роли литературы в жизни постреформенного российского общества, писательском конформизме и рычагах манипулирования литературным процессом.
Критики выделяют Полякова как лидера в жанре «гротескного реализма», в исторической ретроспективе характерного для столкновения эпох; отмечают своеобразный и всегда узнаваемый язык произведений Полякова, наполненный аллегориями и метафорами, изящных описаний эротики, насыщенный тонкой иронией, незаметно переходящей в лиризм. В романах и повестях писателя, фрагменты которых носят публицистический характер, ярко дана сатирическая картина жизни российской творческой интеллигенции.
В 2012 году вышел сборник «Убегающий от любви», куда вошли как ранние, так и новые повести Полякова, продолжающего изучать психологию преуспевающего российского интеллигента, часто — удачливого предпринимателя, находящегося в поиске себя и своей, по оригинальному выражению писателя, «сначальной» жизни.
Произведения Полякова переведены на многие языки стран ближнего и дальнего зарубежья. Его проза включена в школьные и вузовские курсы современной российской литературы.
Вёл авторские программы на телевидении: «Семейный канал», «Стихоборье», «Ни слова о политике» (ВГТРК «Российские университеты»), «Подумаем вместе», «Лицом к городу», «Дата» (МТК, «ТВ Центр»), с октября 2010 по июнь 2012 года был ведущим итоговой программы «Контекст» на телеканале «Россия-Культура».
В феврале 2012 года вошёл в список доверенных лиц кандидата в Президенты России Владимира Путина. Мотивируя своё решение, отмечал: «Я стал доверенным лицом Путина, полагая, что он начал ревизию губительной ельцинской политики и должен довести дело до конца…».
В декабре 2015 года за свою политическую позицию и взгляды на украинские события 2013—2014 годов Поляков был включён в чёрный список российских граждан, являющихся «персонами нон грата» на территории Украины.
Автор театральной инсценировки, созданной на основе книги министра культуры России Владимира Мединского «Стена». Премьера спектакля была намечена на 2017 год на сцене МХАТ им. Горького[уточнить].
С августа 2017 года Поляков перестал быть главным редактором «Литературной газеты», вместе с тем он остался в должности председателя редакционного совета «Литературной газеты».
В январе 2018 года стал доверенным лицом Владимира Путина на президентских выборах 18 марта 2018 года. 20 ноября 2018 года в результате ротации вышел из состава Совета при Президенте Российской Федерации по культуре и искусству.
В марте 2022 года подписал обращение в поддержку вторжения России на Украину.
В 2024 году выступил экспертом для документального фильма Аркадия Мамонтова «Иноагенты», вышедшего в эфир на государственном телеканале «Россия 24» в апреле 2024 года.

## В творческих союзах и общественных организациях
Поляков — член Союза писателей и Союза журналистов Москвы. Член Совета при президенте РФ по культуре и искусству, сопредседатель президиума МООП «Международный литературный фонд», член Общественного комитета содействия развитию библиотек России.
В 2005—2009 годах входил в президентский совет по развитию институтов гражданского общества и правам человека.
До 2013 года являлся членом Общественного совета при Министерстве обороны Российской Федерации, был заместителем председателя совета.
С 2013 года — почётный член Российской библиотечной ассоциации.
С 2016 года — председатель Общественного Совета при Министерстве культуры Российской Федерации.
С 2018 года — председатель Национальной Ассоциации Драматургов (НАД).
С 2019 года — член Общественного совета при Комитете по культуре Государственной Думы.

## Взгляды
Юрий Поляков резко отрицательно отзывается о «перестройке» и распаде СССР, считая, что в те годы Россия показала миру «как не надо реформировать страну»:

Многие говорят: «Зато мы получили свободу слова!» Если бы мне предложили такую альтернативу: сохраняется СССР, не будет жутких 90-х, отбросивших всех нас на свалку, не лишатся сбережений старики, но твои вещи будут напечатаны через 15 — 20 лет, я бы с радостью согласился. Не стоит свобода слова разгрома страны, обобранных стариков, утраченных территорий!
— газета «Комсомольская правда», 18 марта 2010 года
Он одобряет политические изменения в эпоху президентства Путина по возвращению суверенитета страны, выступает сторонником идеи «Русского Мира» и поддерживает военную защиту русских на Украине, призывает к очищению госструктур от «бюджетных патриотов», то есть недавних патриотов за деньги. Предлагает отказаться от возведения памятников и иного возвеличивания деятелей культуры, например, Солженицына, выступавших против своей страны из-за рубежа.
Юрий Поляков обвиняет уехавших из России, после начала военного вторжения России на Украину, деятелей культуры в русофобии и предательстве. Неоднократно посещал военные госпиталя, где лечатся участники военного вторжения России на Украину.

## Семья
- Отец — Поляков Михаил Тимофеевич, родился в с. Деменьшино Пронского уезда Рязанской губернии, работал электромонтёром на заводе.

- Мать — Полякова Лидия Ильинична, родилась в с. Гладкие Выселки Михайловского уезда Рязанской губернии, работала технологом Московского маргаринового завода.

- Супруга — Полякова (Посталюк) Наталья Ивановна, программист.

- Дочь — Полякова Алина Юрьевна, филолог.
  - Внук — Егор Максимович Шелудяков.
  - Внучка — Любовь Максимовна Шелудякова.

- Брат Александр (1964—2013).

Семья живёт в Переделкине.

## Издания произведений
- 1974 — первая публикация стихов в газете «Московский комсомолец».
- 1980 — Время прибытия: стихи. — М.: Молодая гвардия.
- 1980 — Сто дней до приказа (публикация в 1987 году)
- 1981 — Разговор с другом: стихи. — М.: Современник.
- 1981 — ЧП районного масштаба (публикация в 1985 году)
- 1983 — Между двумя морями. — М.
- 1985 — История любви: стихи. — М.: Современник.
- 1986 — Работа над ошибками
- 1986 — Ветераныч
- 1987 — Личный опыт: стихи. — М.: Советский писатель.
- 1988 — За боем бой. — М.: Детская литература.
- 1990 — Апофегей. — М.: Литфонд РСФСР.
- 1991 — Парижская любовь Кости Гуманкова. — М.: Литфонд РСФСР.
- 1994 — Демгородок. — М.
- 1994 — Избранное в 2 т. — СПб.
- 1995 — Козлёнок в молоке (написан в 1994 году)
- 1997 — Небо падших
- 1997 — Красный телефон
- 1999 — Порнократия. — М.
- 1999 — Замыслил я побег… — М.: Молодая гвардия.
- 2002 — Возвращение блудного мужа
- 2002 — Подземный художник
- 2004 — Хомо эректус, или Обмен жёнами
- 2005 — Грибной царь
- 2007 — Зачем вы, мастера культуры? М.: Литературная газета.
- 2008 — Гипсовый трубач, или Конец фильма
- 2009 — Гипсовый трубач. Дубль два
- 2012 — Конец фильма, или Гипсовый трубач
- 2013 — Гипсовый трубач
- 2015 — Любовь в эпоху перемен
- 2017 — По ту сторону вдохновения
- 2019 — Весёлая жизнь, или Секс в СССР
- 2021 — Совдетство
- 2022 — Совдетство. Пионерская ночь.
- 2023 — Совдетство. Узник пятого волнореза
- 2025 — Совдетство. Школьные окна.

Избранная публицистика
- «Желание быть русским» // Москва : журнал. — 2018. — Октябрь.
- Собр. соч.: в 12 т.. — М.: АСТ, 2019. — Т. 9: Детектор патриотизма.
- Раздрапируйте мавзолей!. — М.: Книжный мир, 2023. — 392 с. — ISBN 978-5-6048887-5-9.

Собрания сочинений
- Сочинения: в 3 т.. — М.: Олма-пресс, 1997.
- Сочинения: в 4 т.. — М.: Молодая гвардия, 2001.
- Собр. соч.: в 12 т.. — М.: АСТ, 2018—2019.
- в 2024 г. ожидается выход собр. соч. в 15 т.

## Экранизации
По произведениям Ю. М. Полякова сняты фильмы
- 1987 — «Работа над ошибками» режиссёра Андрея Бенкендорфа;
- 1988 — «ЧП районного масштаба» режиссёра Сергея Снежкина;
- 1990 — «Сто дней до приказа» режиссёра Хусейна Эркенова;
- 2000 — «Игра на вылет» режиссёра Константина Одегова;
- 2001 — «Левая грудь Афродиты» (из сериала «Курортный роман») режиссёра Александра Павловского;
- 2003 — «Замыслил я побег…» (8 серий) режиссёра Мурада Ибрагимбекова;
- 2003 — «Козлёнок в молоке» (8 серий) режиссёров Кирилла Мозгалевского и Владимира Нахабцева;
- 2004 — «Парижская любовь Кости Гуманкова» режиссёра Константина Одегова;
- 2011 — «Небо падших» режиссёра Валентина Донскова;
- 2013 — «Апофегей» (4 серии) режиссёра Станислава Митина;
- 2014 — «Грибной царь» (6 серий) режиссёра Михаила Мамедова;
- 2014 — «Соврёшь — умрёшь» режиссёра Алана Догузова);

Соавтор сценариев
- 1999 — «Ворошиловский стрелок» режиссёра Станислава Говорухина);
- 2000-01— «Салон красоты» (50 серий) режиссёров В. Харченко, В. Зеленского, А. Полынникова;
- 2001 — «С новым счастьем! 2. Поцелуй на морозе» (8 серий) режиссёр Леонида Эйдлина.

Также Юрий Поляков сыграл эпизодические роли в фильмах «Козлёнок в молоке» и «Апофегей».

## Спектакли по произведениям
- 1988 — «Кресло» (по повести «ЧП районного масштаба»)
- «Левая грудь Афродиты», антреприза;
- 2001 — «Контрольный выстрел» в МХАТ имени Горького;
- 2005 — «Хомо Эректус» в Московском академическом театре сатиры;
- 2009 — «Одноклассники» в Театре Российской Армии;
- 2010 — «Халам — Бунду», антреприза;
- 2011 — «Грибной царь», антреприза;
- 2012 — «Работа над ошибками», антреприза;
- 2014 — «Как Боги» в МХАТ имени Горького;
- 2015 — «Чемоданчик» в Московском академическом театре сатиры;
- 2016 — «Колесо фортуны», антреприза;
- 2016 — «Он. Она. Они» в Московском драматическом театре «Модерн»;
- 2017 — «Золото партии» в МХАТ имени Горького;
- 2018 — «Золото партии» режиссёра Петра Орлова в Рыбинском драматическом театре[27];
- 2020 — «36 часов из жизни одинокого мужчины» в МХАТ имени Горького.

## Награды и премии
Государственные
- Орден «За заслуги перед Отечеством» III степени (21 февраля 2022) — за большой вклад в развитие отечественной культуры и искусства, многолетнюю плодотворную деятельность[28].
- Орден «За заслуги перед Отечеством» IV степени (16 июля 2015) — за заслуги в развитии отечественной культуры и искусства, средств массовой информации и многолетнюю плодотворную деятельность[29].
- Орден Почёта (1 июля 2010 года) — за большие заслуги в области культуры, печати, телерадиовещания и многолетнюю плодотворную творческую деятельность[30].
- Орден Дружбы (29 мая 2006 года) — за заслуги в области культуры, печати, телерадиовещания и многолетнюю плодотворную работу[31].
- Благодарность Президента Российской Федерации (30 апреля 2008 года) — за большой вклад в развитие институтов гражданского общества и обеспечение защиты прав и свобод человека и гражданина[32].

Ведомственные и региональные
- Почётная грамота Правительства Москвы (4 ноября 2004 года) — за большой вклад в развитие отечественной литературы и журналистики, плодотворную общественную деятельность и в связи с 50-летием со дня рождения[33].
- Почётная грамота Московской городской Думы (20 апреля 2005 года) — за заслуги перед городским сообществом[34].
- Почётный деятель искусств города Москвы (2024)[35].
- Заслуженный работник культуры Автономной Республики Крым (7 сентября 2009 года) — за многолетний добросовестный труд, высокий профессионализм, развитие международных культурных связей и в связи с 10-летием со дня основания Международного телекинофорума «Вместе»[36].
- Нагрудный знак РФ «За вклад в российскую культуру» (2014, Министерство культуры Российской Федерации)[37].
- Благодарность Министра культуры Российской Федерации (2017)[38].

Премии
- Премия имени В.Маяковского (1980).
- Премия имени М.Горького "За лучшую первую книгу молодого автора" (1980).
- Премия Московского комсомола (1982).
- Премия Ленинского комсомола (1986) — за повесть «ЧП районного масштаба»[5].
- Литературная премия имени Н. В. Гоголя (2005) — за книгу «Плотские радости».
- Государственная премия Российской Федерации в области литературы и искусства (10 июня 2025 года) — за вклад в развитие отечественной литературы[39].
- Премия Правительства Российской Федерации в области культуры (28 декабря 2005 года) — за книгу прозы «Небо падших»[40].
- Бунинская премия (2008)[5].
- Премия Правительства Российской Федерации в области печатных средств массовой информации (30 ноября 2009 года)[41].
- Лауреат премии Дружбы народов «Белые журавли России» с вручением одноимённого ордена (2013)[42].
- Премии Межпарламентской Ассамблеи государств — участников СНГ имени Чингиза Айтматова (28 ноября 2013 года, Межпарламентская ассамблея СНГ)[43].
- Звание «Легенда журналистики» за существенный профессиональный вклад в историю российской прессы премии «Золотое перо России» (2017)[44].
- Литературная премия имени С. Т. Аксакова (2018) — за значительный вклад в развитие современной литературы, активную общественную деятельность[45].
- Премия Министерства обороны Российской Федерации в области культуры и искусства за 2023 год в номинации «Литературное творчество и издательское дело»[46].

## Факты
- Первую повесть Полякова «Сто дней до приказа», изобличавшую дедовщину в Советской Армии, заблокировала военная цензура. Однако после посадки немецкого лётчика М. Руста на Красной площади главный редактор журнала «Юность» Андрей Дмитриевич Дементьев решил повесть напечатать. Дементьев позвонил в военную цензуру и уведомил о предстоящей публикации. «Но мы её не пропустим», — заявил цензор. «Лучше бы вы Руста не пропустили!» — ответил редактор[47].
- После публикации в журнале «Юность» повесть «Сто дней до приказа» не только критиковалась в журнале «Советский воин». В программе «Служу Советскому Союзу» был показан репортаж со «съезда армейского комсомола», в котором выступающий на съезде с трибуны, возмущённо назвал автора повести «писакой»[источник не указан 263 дня].
- В ночь с 22 на 23 декабря 2009 года в Переделкино было совершено нападение на дом Полякова, в ходе которого пострадали жена и домработница. По мнению Полякова, нападение связано с его борьбой против попыток рейдерского захвата посёлка писателей. Поляков полагает, что руководство Литфонда планирует выселить писателей, а затем за счёт инвесторов выкупить элитные земли и застроить их коттеджами[48][49].